# Pseudyrias villaerti
Pseudyrias villaerti är en fjärilsart som beskrevs av William Schaus 1933. Pseudyrias villaerti ingår i släktet Pseudyrias och familjen nattflyn. Inga underarter finns listade.